# العلاقات الغامبية الموريتانية
العلاقات الغامبية الموريتانية هي العلاقات الثنائية التي تجمع بين غامبيا وموريتانيا.

## مقارنة بين البلدين
هذه مقارنة عامة ومرجعية للدولتين:
| وجه المقارنة                                              | غامبيا       | موريتانيا                 |
| --------------------------------------------------------- | ------------ | ------------------------- |
| المساحة (كم2)                                             | 11.30 ألف    | 1.03 مليون                |
| عدد السكان (نسمة)                                         | 2.10 مليون   | 4.42 مليون                |
| الكثافة السكانية (ن./كم²)                                 | 185.84       | 4.29                      |
| العاصمة                                                   | بانجول       | نواكشوط                   |
| اللغة الرسمية                                             | لغة إنجليزية | اللغة العربية، لغة فرنسية |
| العملة                                                    | دالاسي غامبي | أوقية موريتانية، أوقية ‏   |
| الناتج المحلي الإجمالي (بليون دولار)                      | 1.01 مليار   | 5.02 مليار                |
| الناتج المحلي الإجمالي (تعادل القوة الشرائية) بليون دولار | 3.34 مليار   |                           |
| الناتج المحلي الإجمالي الاسمي للفرد دولار أمريكي          | 471          |                           |
| الناتج المحلي الإجمالي للفرد دولار أمريكي                 |              | 3.91 ألف                  |
| مؤشر التنمية البشرية                                      | 0.441        | 0.506                     |
| رمز المكالمات الدولي                                      | +220         | +222                      |
| رمز الإنترنت                                              | .gm          | .mr                       |
| المنطقة الزمنية                                           | 00           | 00                        |

## منظمات دولية مشتركة
يشترك البلدان في عضوية مجموعة من المنظمات الدولية، منها:
| علم المنظمة | اسم المنظمة                                 | تاريخ انضمام غامبيا | تاريخ انضمام موريتانيا |
| ----------- | ------------------------------------------- | ------------------- | ---------------------- |
|             | البنك الإفريقي للتنمية                      | ?                   | ?                      |
|             | منظمة التعاون الإسلامي                      | ?                   | ?                      |
|             | منظمة الشرطة الجنائية الدولية               | ?                   | ?                      |
|             | الاتحاد البريدي العالمي                     | ?                   | ?                      |
|             | الاتحاد الأفريقي                            | ?                   | 25 مايو 1963           |
|             | منظمة التجارة العالمية                      | ?                   | 31 مايو 1995           |
|             | مؤسسة التنمية الدولية                       | 18 أكتوبر 1967      | 10 سبتمبر 1963         |
|             | مؤسسة التمويل الدولية                       | 19 سبتمبر 1983      | 29 ديسمبر 1967         |
|             | منظمة حظر الأسلحة الكيميائية                | ?                   | ?                      |
|             | الأمم المتحدة                               | 21 سبتمبر 1965      | 27 أكتوبر 1961         |
|             | الاتحاد الدولي للاتصالات                    | 27 مايو 1974        | 18 أبريل 1962          |
|             | البنك الدولي للإنشاء والتعمير               | 18 أكتوبر 1967      | 10 سبتمبر 1963         |
|             | مجموعة دول أفريقيا والكاريبي والمحيط الهادئ | ?                   | ?                      |
|             | المركز الدولي لتسوية المنازعات الاستشارية   | 26 يناير 1975       | 14 أكتوبر 1966         |
|             | وكالة ضمان الاستثمار متعدد الأطراف          | 11 سبتمبر 1992      | 8 سبتمبر 1992          |
|             | يونسكو                                      | 1 أغسطس 1973        | 10 يناير 1962          |

## وصلات خارجية
- موقع وزارة الخارجية الغامبية